# Női U17-es kosárlabda-világbajnokság
A női U17-es kosárlabda-világbajnokság a FIBA szervezésében, minden páros évben, kétévente megrendezésre kerülő nemzetközi női kosárlabdatorna 17 év alatti játékosok számára.

## Érmesek
| Év   | Rendező         | Aranyérmes                    | Ezüstérmes                    | Bronzérmes                    | Negyedik hely                 |
| ---- | --------------- | ----------------------------- | ----------------------------- | ----------------------------- | ----------------------------- |
| 2010 | Rodez, Toulouse | Amerikai Egyesült Államok     | Franciaország                 | Kína                          | Belgium                       |
| 2012 | Amszterdam      | Amerikai Egyesült Államok     | Spanyolország                 | Kanada                        | Japán                         |
| 2014 | Klatovy, Plzeň  | Amerikai Egyesült Államok     | Spanyolország                 | Magyarország                  | Csehország                    |
| 2016 | Zaragoza        | Ausztrália                    | Olaszország                   | Amerikai Egyesült Államok     | Kína                          |
| 2018 | Minszk          | Amerikai Egyesült Államok     | Franciaország                 | Ausztrália                    | Magyarország                  |
| 2020 | Nagyvárad       | Elmaradt a koronavírus miatt. | Elmaradt a koronavírus miatt. | Elmaradt a koronavírus miatt. | Elmaradt a koronavírus miatt. |
| 2022 | Debrecen        | Amerikai Egyesült Államok     | Spanyolország                 | Franciaország                 | Kanada                        |
| 2024 | León, Irapuato  | Amerikai Egyesült Államok     | Kanada                        |                               | Franciaország                 |
| 2026 | Brno            |                               |                               |                               |                               |

### Országonként
| Ország                    | Aranyérem | Ezüstérem | Bronzérem | Összesen |
| ------------------------- | --------- | --------- | --------- | -------- |
| Amerikai Egyesült Államok | 6         | 0         | 1         | 7        |
| Ausztrália                | 1         | 0         | 1         | 2        |
| Spanyolország             | 0         | 3         | 1         | 4        |
| Franciaország             | 0         | 2         | 1         | 3        |
| Kanada                    | 0         | 1         | 1         | 2        |
| Olaszország               | 0         | 1         | 0         | 1        |
| Kína                      | 0         | 0         | 1         | 1        |
| Magyarország              | 0         | 0         | 1         | 1        |